# Mark Mancina
Mark Mancina   (Santa Monica, 9 de març de 1957) és un músic de rock nord-americà. Va créixer al comtat d'Aurenja a l'estat de Califòrnia, on va tocar en diferents bandes de rock. Ha tocat amb Handel (la seva primera banda, de rock clàssic), Dexter (en els anys vuitanta) i el trio Nitelife, que freqüentava un restaurant mexicà a Long Beach.
Als vuit anys ja estudiava composició i interpretació i va graduar-se en guitarra clàssica, entre d'altres. Va tocar en recitals de guitarra clàssica per a joves on interpretava peces de Stravinsky i va escriure i dirigir nombroses peces de conjunt. Fins i tot va estudiar durant una setmana amb Aaron Copland. Posteriorment va especialitzar-se en música per al cinema.
Ha col·laborat en diverses ocasions amb The Walt Disney Company i ha guanyat dos Premis Grammy i una nominació als premis Annie. La seva feina a l'adaptació musical a The Lion King li va valer una nominació al Premi Tony a la millor banda sonora.